# Mary Cleophas Garvin
Mary Cleophas, nascida Linetta Anna Garvin (Vickery, 11 de dezembro de 1899 – 16 de janeiro de 1990), foi uma religiosa e matemática estadunidense.

## Vida pregressa
Linetta Garvin nasceu em Vickery, Ohio, um dos seis filhos de Odelia Margaret e do vendedor de automóveis e carnes Austin Edward Garwin. Depois de se formar em 1917 na Notre Dame Academy em Toledo, em 1918 ela se juntou à congregação das Irmãs de Nossa Senhora de Namur em Cleveland, Ohio, e fez os votos sagrados em 1920 e 1923, com o nome de Mary Cleophas lembrando seu irmão Cleophus, que morreu na infância.

## Formação e carreira
Com as Irmãs de Notre Dame, Mary Cleophas tornou-se professora do ensino médio em Cleveland. Durante esse tempo estudou meio período na Universidade Fordham, onde se formou em 1927. Foi estudante em tempo integral em 1929, obteve um mestrado em física em 1931 e um Ph.D. em matemática em 1934 pela Universidade de St. Louis.
Ao concluir seu doutorado foi professora de matemática e física e chefe do departamento de matemática do Notre Dame College, onde permaneceu por 50 anos como professora até se aposentar em 1975 e como arquivista até 1984.